# Ху Шули
Ху Шули (на китайски: 胡舒立) е медийна фигура в Китайската народна република, основателка на Caixin Media.

## Биография
Ху Шули е родена в Пекин на 29 януари 1953 г. Получава бакалавърска степен по журналистика от Университета „Ренмин“ през 1982 г. Оттогава до 1992 г. работи като международен редактор на новини и репортер. Ху Шули получава стипендия от Станфордския университет през 1994 г., за да учи икономика на развитието там. През 1998 г. основава списание Caijing и е негов главен редактор в продължение на 11 години, докато не основава Caixin Media през 2009 г.
Постиженията ѝ в журналистиката са международно признати.